# Fiat 525
Fiat 525 är en personbil, tillverkad av den italienska biltillverkaren Fiat mellan 1928 och 1931.
525 var en större ersättare till Fiat 512. Redan 1929 introducerades den modifierade 525N. Sportversionen 525 SS hade starkare motor och kortare chassi.
Tillverkningen uppgick till 4 400 exemplar.

## Motorer
| Modell | Årsmodell | Motor             | Cylindervolym | Effekt | Bränslesystem   |
| ------ | --------- | ----------------- | ------------- | ------ | --------------- |
| 525    | 1927-29   | 6-cyl radmotor sv | 3739 cm³      | 69 hk  | Enkel förgasare |
| 525 SS | 1928-30   | 6-cyl radmotor sv | 3739 cm³      | 89 hk  | Enkel förgasare |